# Reuben Fine
Pour les articles homonymes, voir Fine.
Reuben Fine (11 octobre 1914 à New York – 26 mars 1993) est un joueur d'échecs américain. Dans les années 1930 et 1940, il a fait partie de l'élite mondiale. Après la Seconde Guerre mondiale, il a abandonné la compétition échiquéenne pour se concentrer sur la psychologie et la psychanalyse.
Il est aussi l'auteur de plusieurs livres sur le jeu d'échecs.

## Biographie

### Carrière échiquéenne
Diplômé du City College de New York, Fine décide de devenir joueur professionnel d'échecs pendant quelques années. Il apprend à jouer en tournoi au Marshall Chess Club à New York, club célèbre qui compta plus tard plusieurs GMI américains parmi ses membres, tel Bobby Fischer.
Dans les années 1930, Fine fut considéré comme l'un des meilleurs joueurs de blitz au monde. Par exemple, il a tenu tête au champion du monde d'alors, Alexandre Alekhine. Il a cependant avoué qu'il était désarmé face à José Raúl Capablanca, ce dernier le battant régulièrement.
En 1937, il présente un palmarès enviable : il a gagné plusieurs tournois internationaux et est l'un des meilleurs joueurs mondiaux. À ses trois participations aux Olympiades d'échecs (Folkestone 1933, Varsovie 1935 et Stockholm 1937), l'équipe américaine termine première. Dans les tournois aux États-Unis, il est souvent précédé par Samuel Reshevsky. En revanche, ses performances internationales sont meilleures.
En 1938, Fine termine premier ex æquo avec Paul Keres au tournoi AVRO qui réunit l'élite mondiale dans le but de départager un challenger pour affronter le champion du moment, Alexandre Alekhine (cependant Paul Keres est déclaré vainqueur car il a un score positif contre Fine dans ce tournoi). Fine termine devant Mikhail Botvinnik, Alekhine, Max Euwe, Capablanca, Reshevsky et Salo Flohr. À titre d'anecdote, il a gagné les deux parties contre Alekhine. Cependant, les conflits qui précèdent la Seconde Guerre mondiale suspendent les tournois internationaux de haut niveau.
Pendant la Seconde Guerre mondiale, il travaille pour la marine américaine, sur des systèmes destinés à calculer la position des U-boot lorsqu'ils font surface.
En 1941, Fine publie Basic Chess Endings, un compendium d'analyses de fins de partie encore considéré, plus de 60 ans après sa publication, comme l'un des meilleurs. Son ouvrage The Ideas Behind the Chess Openings s'attarde à détailler les idées qui sous-tendent les ouvertures, plutôt qu'à mémoriser les séquences de coups.

### Après la Seconde Guerre mondiale
Après la guerre, Fine continue à jouer de façon professionnelle. Alekhine meurt accidentellement en 1946, ce qui incite la FIDE à revoir et à refondre le processus de sélection du challenger. Invité par la FIDE à participer à un tournoi pour le championnat du monde de 1948, Fine décline l'offre. La raison officielle est qu'il prépare sa thèse de doctorat en psychologie. Cependant, certains suggèrent qu'il voit les joueurs soviétiques jouer des nulles de salon entre eux dans le but de facilement s'adjuger le titre. Le grand maître Larry Evans affirme, dans les pages de Chess Life d'août 2004, que « Fine m'a dit qu'il ne voulait pas perdre trois mois de sa vie à regarder les Soviétiques jouer des parties de salon entre eux. » (Traduction libre de Fine told me he didn't want to waste three months of his life watching Russians throw games to each other.). De plus, à cette époque, les négociations entourant le championnat du monde s'éternisent, et Fine a écrit qu'il ne voulait pas se préparer pendant plusieurs mois pour voir un tel championnat être annulé.
Lorsqu'il achève à l'université de Californie du Sud son doctorat en psychologie, il abandonne la compétition, et se concentre sur sa nouvelle profession. Son dernier tournoi majeur se déroule à New York en 1951, où il termine premier.
En 1956, il rédige Psychoanalytic Observations on Chess and Chess Masters, un article qui constitue le point de départ du livre The Psychology of the Chess Player. Cet ouvrage s'attarde à la psychologie du joueur d'échecs, selon une perspective psychanalytique. Fine n'est pas le premier à s'intéresser aux joueurs d'échecs, Alfred Binet avait déjà étudié la psychologie des bons joueurs d'échecs.
Fine a continué à jouer aux échecs en amateur (par exemple, une partie amicale contre Bobby Fischer en 1963 apparaît dans le livre de Fischer : Mes 60 meilleures parties). Il a aussi publié A History of Psychoanalysis en 1979, ainsi que d'autres livres en psychologie.
Aux échecs, Fine a un meilleur score contre Lasker, Alekhine et Botvinnik, alors qu'il est à égalité contre Capablanca.

## Œuvres
- (fr) Les idées cachées dans les ouvertures d'échecs, Éd. Payot, traduit de (en) The Ideas Behind the Chess Openings, 1943, McKay, réédition 2012, Ishi Press,  (ISBN 978-4871-87460-1). Dans cet ouvrage, Fine vise à enseigner de manière générale (étude des principes et des plans sous-jacents), et non spécifiquement, ce que l'ouverture tente d'atteindre, pour que le lecteur la comprenne, et non l'étudie péniblement.
- (en) The Middlegame in Chess, réédition 2014, Ishi Press,  (ISBN 978-4871-87577-6).
- (en) The World's Great Chess Games, réédition 2012, Ishi Press,  (ISBN 978-4871-87532-5).
- (en) The World's A Chessboard, réédition 2012, Ishi Press,  (ISBN 978-4871-87512-7).
- (en) Chess Marches On!,  réédition 2012, Ishi Press,  (ISBN 978-4871-87511-0).
- (en) Lessons From My Games, réédition 2012, Ishi Press.
- (en) The Psychology of the Chess Player, réédition 2009, Ishi Press,  (ISBN 978-4871-87815-9).
- (en) Chess the Easy Way, réédition 2009, Ishi Press,  (ISBN 978-0923-89150-3). Cet ouvrage, écrit en 1942, a été à son époque le livre pour débutants le plus vendu du marché[2].
- (en) Basic Chess Endings (en), 1941, McKay. Révisé en 2003 par Pal Benko,  (ISBN 978-0812-93493-9). Ce livre tout-en-un sur les finales n'est pas destiné à être lu du début à la fin. Il s'agit d'un ouvrage se voulant « pratique » auquel on se réfère en cas de besoin. John Nunn a déclaré en 2007 dans Secrets of Practical Chess : « La qualité des explications générales est excellente et n'a probablement jamais été surpassée… ». Il ajoute cependant que parmi les quelque 900 erreurs de l'édition originale dans les détails de l’analyse des positions, Pal Benko n'a pas tout corrigé.
- (en) A History of Psychoanalysis, réédition 1977.
- (en) Modern Chess Openings, 6e éd., 1939, révision complète par Reuben Fine d'une œuvre écrite par d'autres auteurs.
- (en) Practical Chess Openings,  publié après le livre précédent — dont il concurrença un temps la 7e édition, un ouvrage collectif — et reflétant le seul point de vue de Reuben Fine.

## Citation
Dans Les idées cachées dans les ouvertures d'échecs, la véritable force de Fine est d'abréger jusqu'à l'essentiel les idées qu'il expose. Il y énonce dix règles pratiques que les joueurs débutants pourraient suivre avec profit, quoique les joueur expérimentés y connaissent bien des exceptions :
« 
1. Jouer pour commencer soit le pion-Roi, soit le pion-Dame.
2. Toutes les fois que c'est possible, faire en sorte que les bons coups de développement instaurent en même temps une menace.
3. Développer les Cavaliers avant les Fous.
4. Choisir la meilleure case pour une pièce, et l'y jouer une bonne fois pour toutes.
5. Ne pas jouer plus d'un ou deux coups de pions dans l'ouverture.
6. Ne pas sortir sa Dame trop tôt.
7. Roquer aussi vite que possible, de préférence sur l'aile-Roi.
8. Jouer pour le contrôle du centre.
9. S'efforcer de garder toujours au moins un pion au centre.
10. Ne pas sacrifier sans un motif clair et approprié. »[4].

Ceci dit, le livre est maintenant « dépassé ».

## Parties remarquables
- (en) Reuben Fine c. Mikhaïl Botvinnik, Amsterdam AVRO, 1938, Défense française, variante Winawer, 1-0. « Dans la position finale, les noirs n'ont plus de coup valable et Fine menace Tf3. Une superbe combinaison de stratégie et de tactiques subtiles. » (Botvinnik)
- (en) Reuben Fine c. Salo Flohr, Amsterdam AVRO, 1938, Défense française, variante Winawer, 1-0. Des coups tactiques dans une variante peu courante de la défense française.
- (en) Reuben Fine c. Herman Steiner, Pan-American champ., Hollywood, 1945. Gambit de la dame accepté, 1-0. Fine voit plus loin que son opposant dans une position tranchée.